# Auro Alvaro da Cruz Junior
Auro Alvaro da Cruz Junior, noto anche con lo pseudonimo di Auro (Jaú, 23 gennaio 1996), è un calciatore brasiliano, difensore dell'Al-Muharraq.

## Caratteristiche tecniche
Gioca come terzino destro.

## Carriera

### Nazionale
Ha giocato nelle nazionali giovanili brasiliane Under-17 ed Under-20.

## Statistiche

### Presenze e reti nei club
Statistiche aggiornate al 17 luglio 2020.
| Stagione         | Club             | Campionato       | Campionato | Campionato | Coppe nazionali | Coppe nazionali | Coppe nazionali | Coppe continentali | Coppe continentali | Coppe continentali | Supercoppe | Supercoppe | Supercoppe | Totale | Totale |
| Stagione         | Club             | Comp             | Pres       | Reti       | Comp            | Pres            | Reti            | Comp               | Pres               | Reti               | Comp       | Pres       | Reti       | Pres   | Reti   |
| ---------------- | ---------------- | ---------------- | ---------- | ---------- | --------------- | --------------- | --------------- | ------------------ | ------------------ | ------------------ | ---------- | ---------- | ---------- | ------ | ------ |
| 2014             | San Paolo        | A                | 12         | 0          | CB              | 0               | 0               | CS                 | 2                  | 0                  | -          | -          | -          | 14     | 0      |
| 2015             | San Paolo        | A1/SP+A          | 6+10       | 0          | CB              | 0               | 0               |                    | -                  | -                  | -          | -          | -          | 16     | 0      |
| 2016             | San Paolo        | A                | 6          | 0          | CB              | 0               | 0               |                    | -                  | -                  | -          | -          | -          | 6      | 0      |
| Totale San Paolo | Totale San Paolo | Totale San Paolo | 34         | 0          |                 | 0               | 0               |                    | 2                  | 0                  |            | -          | -          | 36     | 0      |
| 2017             | América-MG       | M1/MG+PL         | 11+3       | 0          | CB              | 2               | 0               |                    | -                  | -                  | -          | -          | -          | 16     | 0      |
| 2018             | Toronto FC       | MLS              | 18         | 0          | CC              | 1               | 0               | CCL                | 8                  | 0                  | -          | -          | -          | 27     | 0      |
| 2019             | Toronto FC       | MLS              | 23+4       | 0          | CC              | 1               | 0               | CCL                | 2                  | 0                  | CC         | 1          | 0          | 31     | 0      |
| 2020             | Toronto FC       | MLS              | 4          | 0          | CC              | -               | -               |                    | -                  | -                  | -          | -          | -          | 4      | 0      |
| Totale Toronto   | Totale Toronto   | Totale Toronto   | 49         | 0          |                 | 2               | 0               |                    | 10                 | 0                  |            | 1          | 0          | 62     | 0      |
| Totale           | Totale           | Totale           | 97         | 0          |                 | 4               | 0               |                    | 12                 | 0                  |            | 1          | 0          | 114    | 0      |

## Palmarès

### Club

#### Competizioni nazionali
- Canadian Championship: 1

Toronto FC: 2018
- Campionato kazako: 1

Ordabasy: 2023
- Supercoppa di Georgia: 1

T'orp'edo Kutaisi: 2024